# 世界神话辞典
《世界神话辞典》是1989年11月由辽宁人民出版社出版发行的一部世界级神话辞典，共收录了5460个词条，全面的记载了世界所有地区，所有民族神话的完整故事及人物背景。虽说是世界神话辞典，但其中并没有记载关于中国神话的内容；前言中，主编鲁刚笔述中国神话的内容已有袁珂先生所作的《中国神话传说词典》, 因此而撤消了书中关于中国神话的词条。前言末尾题字该书为献给中华人民共和国成立40周年的生日礼物。目前该书已绝版。
书中的内容并没有任何插图的概述，只是在前页中插入了几副与神话有关的著名画作。则分类查阅与普通字典词典一样，以汉字的笔画作为索引。

## 总目录
- 凡例 — 第6页
- 略语表（一） — 第7页
- 略语表（二） — 第7页
- 汉字笔画索引 — 第9页-第52页
- 正文 — 第54页-第1042页
- 部分词目分类索引 — 第1043页-第1045页
- 汉语音序索引 — 第1046页-第1096页

## 创作人员
- 主编：鲁刚
- 副主编：王守义、刘介人、高文风、徐昌汉
- 内容撰写者：刁绍华、王用蜞、王守义、王育伦、王忠亮、王武、方懋、刘介人、刘乡英、刘理、卢康华、陈伯海、李占山、李洪学、李蓉、赵建新、张蓉燕、禹慧灵、高文风、徐昌汉、唐俭、梅荣久、鲁刚、裴兆义、潘绍玺
- 参加编排工作者：王用蜞、王顺、苗长青、鲁蓁
- 彩色画页底版翻拍者：吕少华